# George Gliddon
George Robins Gliddon (Devon, 1809 – Panama, 16 novembre 1857) è stato un egittologo inglese naturalizzato statunitense.

## Biografia
Il padre, un commerciante, era un console statunitense ad Alessandria d'Egitto, dove Gliddon fu portato in giovane età. Gliddon divenne vice console statunitense interessandosi molto alle antichità egizie. In seguito seguì dei corsi negli Stati Uniti, e si dedicò all'egittologia. La sua opera principale fu Ancient Egypt (1850, ed. 1853). Scrisse anche Memoir on the Cotton of Egypt (1841); Appeal to the Antiquaries of Europe on the Destruction of the Monuments of Egypt (1841); Discourses on Egyptian Archaeology (1841); Types of Mankind (1854), assieme a J. C. Nott; e Indigenous Races of the Earth (1857), anch'esso assieme a Nott e ad altri.
Gliddon fu influenzato dall'antropometria e dalla teoria sul poligenismo di Samuel George Morton. Morton raccolse centinaia di teschi umani da tutto il mondo, e cercò di classificarli. Morton affermò di poter giudicare la capacità intellettuale di una razza partendo dalla capacità cranica (la misura del volume dell'interno del teschio). Secondo la teoria di Morton, un grande teschio indica un grande cervello, ed un piccolo teschio indica un piccolo cervello con minori capacità cerebrali. Studiando questi teschi affermò che le prove a disposizione sostenevano il poligenismo, ovvero che ogni razza aveva origini separate. Morton possedeva numerosi teschi provenienti dall'antico Egitto, e concluse che gli Egizi non erano africani bensì caucasici.
I sostenitori di Morton, in particolare Gliddon e Josiah Nott nel loro monumentale tributo al lavoro di Morton, Types of Mankind (1854), ribadirono le sue idee sottolineando come le sue scoperte supportavano il concetto di poligenismo, secondo il quale l'umanità sarebbe nata da diverse linee evolutive che rappresenta l'antenato dell'ipotesi multiregionale.
Gliddon collaborò con Morton in numerose opere pubblicate, ed i due condividevano molti punti di vista riguardo alle razze umane. Morton inviò a Gliddon oltre 100 campioni di crani egizi. Gliddon fu un famoso egittologo, e dai suoi studi sugli antichi monumenti e geroglifici egizi concluse che dovessero essere di carnagine bianca, e che anche nel mondo antico ci sarebbero state diverse razze. Ipotizzò che bianchi e neri non abbiano mai modificato il proprio aspetto e le proprie caratteristiche. Egli era convinto del fatto che né l'ambiente né il clima potessero trasformare una razza in un'altra. Respinse la teoria della monogenesi, sostenendo che anche la Bibbia sosteneva la poligenesi. Gliddon era convinto del fatto che le differenze tra le razze fossero state imposte da Creatore stesso all'inizio dei tempi.
George Robins Gliddon morì a Panama nel 1857.